# Ґлоґінін
Ґлоґінін (пол. Głoginin, нім. Glauen) — село в Польщі, у гміні Борек-Велькопольський Гостинського повіту Великопольського воєводства.
У 1975-1998 роках село належало до Лешненського воєводства.